# Hrašovík
Hrašovík (em alemão: Raas; húngaro: Rás) é um município da Eslováquia, situado no distrito de Košice-okolie, na região de Košice. Tem 2,05 km² de área e sua população em 2018 foi estimada em 382 habitantes.

## Demografia
| Ano:        | 1994 | 2004    | 2014    | 2024 |
| ----------- | ---- | ------- | ------- | ---- |
| Broj ljudi: | 264  | 298     | 330     | 429  |
| Razlika:    |      | +12,87% | +10,73% | +30% |

| Ano:               | 2023 | 2024   |
| ------------------ | ---- | ------ |
| Número de pessoas: | 418  | 429    |
| Diferença:         |      | +2,63% |